# Kvibille
Kvibulle is een plaats in Zweden, in de gemeente Halmstad in het landschap Halland en de provincie Hallands län. De plaats heeft 793 inwoners (2005) en een oppervlakte van 84 hectare.